# OpenAlex

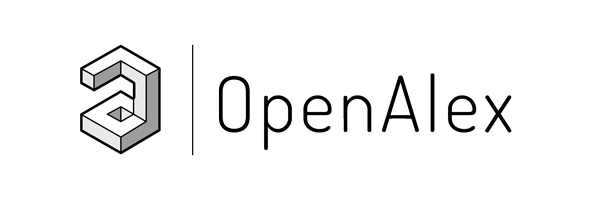

OpenAlex ist eine bibliografische Datenbank der Non-Profit-Organisation OurResearch, die nach der Bibliothek von Alexandria benannt wurde.
OpenAlex enthält die Metadaten von wissenschaftlichen Publikationen, Zeitschriften, Autoren und Institutionen und arbeitet nach den Prinzipien von Open Data. OpenAlex wurde am 3. Januar 2022 gestartet und bietet eine Alternative zu kommerziellen Datenbanken wie Scopus oder Web of Science.

## Geschichte
Als die auf Open Data basierende Datenbank Microsoft Academic Graph (MAG) Ende des Jahres 2021 abgeschaltet wurde, schlug OurResearch die Gründung einer freien bibliografischen Datenbank vor.
Bis März 2024 umfasste OpenAlex Metadaten für 209 Millionen Werke wie Zeitschriftenartikel und Bücher, 13 Millionen Autoren, Metadaten für 124.000 Websites, auf denen Werke gehostet werden, darunter Zeitschriften und Repositories, Metadaten für 109.000 Institutionen und 65.000 Wikidata-Datensätze, die algorithmisch miteinander verknüpft werden. Im März desselben Jahres gab das Unternehmen bekannt, dass es vom Arcadia Fund einen Zuschuss in Höhe von 7,5 Millionen US-Dollar erhalten hatte, mit dem Ziel, OpenAlex zu einer echten, offenen Alternative zu kommerziellen Diensten zu machen.

## Datenquellen
Die beiden wichtigsten Datenquellen von OpenAlex sind Crossref und das eingestellte MAG-Projekt.